# Kosurić
Kosuriq en albanais et Kosurić en serbe latin (en serbe cyrillique : Косурић) est une localité du Kosovo située dans la commune/municipalité de Pejë/Peć et dans le district de Pejë/Peć. Selon le recensement kosovar de 2011, elle compte 823 habitants.

## Démographie

### Évolution historique de la population dans la localité
| 1948 | 1953 | 1961 | 1971  | 1981  | 1991  | 2011 |
| ---- | ---- | ---- | ----- | ----- | ----- | ---- |
| 733  | 772  | 860  | 1 012 | 1 162 | 1 207 | 823  |

|  |

### Répartition de la population par nationalités (2011)
En 2011, les Albanais représentaient 95,87 % de la population et les Roms 3,89 %.